# Orc (mitologia)
|  | Aquest article tracta sobre el déu romà; per a l'objecte del Cinturó de Kuiper, vegeu l'article (90482) Orc. |

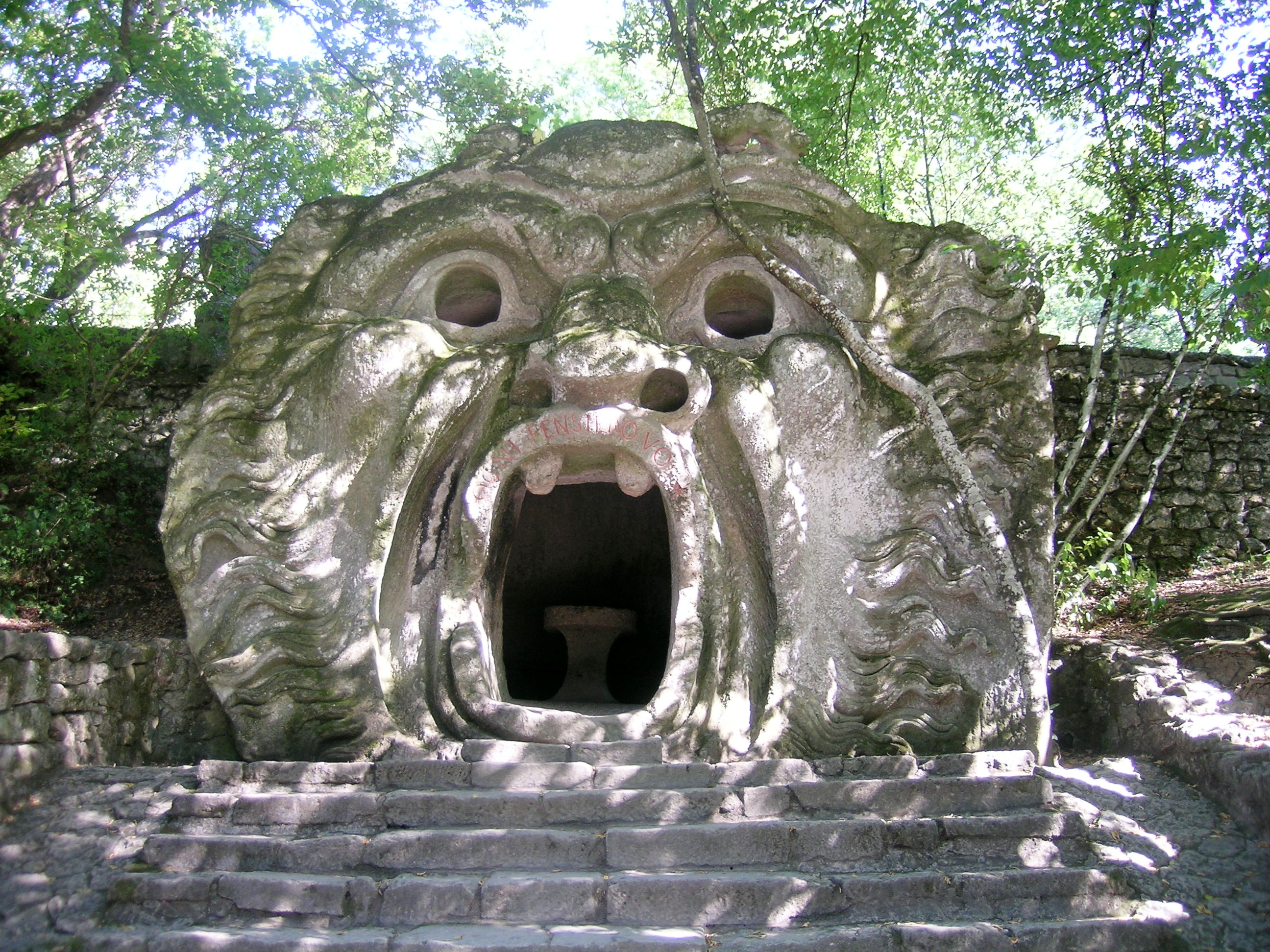
L'anomenada Boca de l'Orc, al Parco dei Mostri de Bomarzo

Orc (llatí Orcus) és una divinitat itàlica, entesa com el geni de la mort, sense diferenciar-se gairebé del rei de l'infern, que és l'estatge dels morts. Apareix en les pintures funeràries de les tombes etrusques amb la forma d'un geni barbut. Lentament, aquest geni es va apropant als déus hel·lenitzats, i Orc va passar a ser identificat amb Dis o Plutó. El nom Orc va continuar viu en la llengua familiar, mentre els dos altres noms pertanyien a la mitologia literària i erudita. Entre la gent culta també va passar a ser un sobrenom del déu Dis Pater o una mera personificació de la mort.
Per extensió en l'antiga Roma, simbolitzava la mort i l'inframon. És representat en algunes esteles com un gegant.